# مایکروسافت سیلورلایت

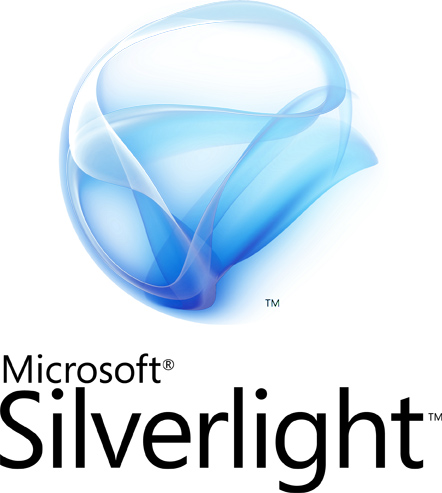
مایکروسافت سیلورلایت

مایکروسافت سیلورلایت یک بستر برنامه‌سازی تحت وب است که توانایی‌های مشابه ادوبی فلش دارد، که قابلیت چند رسانه‌ای، گرافیک و پویانمایی را درون یک محیط زمان اجرا جاسازی کرده‌است.
silverlight یک افزایه وب است که همانند افزایه‌های رایج به مرورگر وب الحاق شده و گسترهٔ توانائی‌های مرور گر را افزایش می‌دهد.
علاوه یر خصوصیات یاد شده سیلورلایت قابلیت اتصال به پایگاه داده را دارد. سیلور لایت در حقیقت یک برنامهٔ غنی وب (RIA (Rich Internet Application است که همانند برنامه هائی که در تکنولوژی هائی مثل ASP.NET تولید می‌شوند قابل توسعه است. سیلور لایت زیر شاخه‌ای از تکنولوژی WPF است تنها با این تفاوت که روی وب اجرا می‌شود. مایکروسافت از سال ۲۰۰۷ تا ۲۰۱۲ (در حدود ۵ سال) ۵ ورژن مختلف از سیلورلایت را ارائه کرده‌است که آخرین ورژن آن در تاریخ ۸ می ۲۰۱۲ روانه بازار شد.
تکنولوژی سیلورلایت در سیستم عامل‌های مکینتاش نیز قابل پشتیبانی است.
برخی از مهم‌ترین نکات در مورد سیلورلایت:
از سیلورلایت می‌توان برای نمایش آنلاین یا استریمینگ (Streaming) فیلم و موسیقی استفاده کرد.
به دلیل حجم کم (کمتر از ۲mb) به راحتی قابل دانلود و نصب روی مرورگر می‌باشد.
سیلورلایت به دلیل استفاده بیشتر از منابع سخت‌افزاری کلاینت، باعث بهبود ظاهر و افزایش سرعت اجرای برنامه‌های تحت وب می‌شود.
در silverlight نیز مانند فیلم‌های Flash می‌توان از تصویربرداری (Vector-Based-Graphics)، موسیقی، متن و انیمیشن به صورت یکپارچه استفاده کرد.
طراحان وب، همه کارهایی که با استفاده از تکنولوژی AJAX انجام می‌دادند در سیلورلایت به صورت درونی و ساده‌تر می‌توانند انجام دهند.
برنامه نویسان NET. اعم از C++،VB و… می‌توانند از توانایی‌های کسب نموده خود در دنیایNET. برای تولید برنامه‌های silverlight استفاده نمایند.
حتی برنامه نویسان jSP, PHP و دیگر زبان‌های سمت سرور نیز می‌توانند از silverlight استفاده کنند.
به دلیل تعدد زبان‌های قابل انتخاب برای تولید برنامه‌های silverlight، یادگیری و به‌کارگیری این تکنولوژی بسیار راحت است.
از تمام زیبایی windows vista اعم از ظاهر کنترل‌ها، رسانه‌های آن و… می‌توانید در silverlight استفاده کنید.
در silverlight به راحتی می‌توان از JSON, LINQ, RSS و هر گونه وب سرویسی استفاده کنید.
فایل‌های صوتی با پسوند WMA و MP3 را می‌توانید با استفاده از silverlight استریم نمایید.
Silverlight با تمام سیستم عامل‌ها و مرورگرهای موجود سازگاری دارد.
محیط طراحی برنامه‌های silverlight
برای تولید برنامه‌های silverlight می‌توانید از دو ابزار Microsoft Expression Blend2 و Visual studio ۲۰۰۸ استفاده نمایید:
Microsoft Expression Blend 2: از این ابزار می‌توانید برای طراحی ظاهر گرافیکی، Encode کردن فایل‌های تصویری و صوتی و قرار دادن آن در برنامه‌های silverlight استفاده نمایید.
Visual studio 2008: برای کدنویسی طرف کلاینت و سرور، مربوط به برنامه‌های silverlight می‌توانید از این ابزار استفاده نمایید؛ همچنین این ابزار امکان Debug کردن کدهای برنامه‌های silverlight را نیز به صورت کامل فراهم می‌کند و قابلیت full-IntelliSense (منظور syntax checking, AutoComplete, Syntax Highlighting و…) آن نیز فعال می‌شود.
با توجه به شدت تبلیغات روی silverlight و تولید ابزارهای مربوط به آن به نظر می‌رسد Microsoft تصمیم بسیار جدی در مورد توسعه و جهانی‌سازی silverlight دارد.